# Closterocerus lyonetiae
Closterocerus lyonetiae är en stekelart som först beskrevs av Charles Ferrière 1952.  Closterocerus lyonetiae ingår i släktet Closterocerus, och familjen finglanssteklar. Arten är reproducerande i Sverige.